# 116 (число)
Вижте пояснителната страница за други значения на 116.
116 (сто и шестнадесет) е естествено, цяло число, следващо 115 и предхождащо 117.
Сто и шестнадесет с арабски цифри се записва „116“, а с римски цифри – „CXVI“. Числото 116 е съставено от три цифри от позиционните бройни системи – 1 (едно), 6 (шест).

## Общи сведения
- 116 е четно число.
- 116 е атомният номер на елемента ливерморий.
- 116-ият ден от годината е 26 април.
- 116 е година от Новата ера.